# Ten City
Ten City is een Amerikaanse deephouseact uit Chicago. De groep was een van de eerste liveacts in het genre. Het middelpunt van de groep is zanger Byron Stingily. Ze zijn vooral bekend van de hit That's The Way Love Is uit 1989. 

## Geschiedenis
De groep begon in 1987 onder de naam Ragtyme. Officieel bestond de groep uit zanger Byron Stingily, gitarist Herb Lawson en toetsenist Byron Burke. Op de achtergrond werkte echter ook producer Marshall Jefferson mee. In 1987 bood Atlantic Records Stingily een deal aan. Hij drong er echter op aan dat zijn collega's ook mee mochten doen. Dit gebeurde en de nieuwe groepsnaam werd Ten City, ontleend aan het woord intensity. Daarvan verscheen in 1987 de single Devotion. Vervolgens werd het album Foundation (1989) opgenomen. Ook hier speelde Marshall Jefferson een grote rol in de productie. Met geleend geld van Byrons oma, organiseerden ze een promotietournee in Europa. Dit werkte en het nummer That's The Way Love Is werd een hit. Daarna verschenen de albums State of Mind (1990) and No House Big Enough (1992) met bijdragen van onder andere David Morales en Kerri Chandler. Door gebrek aan nieuw succes werden ze echter door Atlantic Records op straat gezet. Daarna verscheen nog That Was Then, This Is Now (1994) op Columbia. Dit album werd eveneens geen succes. De groep viel daarna uiteen. 
Byron Stingily ging verder als solozanger. In 1998 verscheen zijn album The Purist. De tracks op het album werden geproduceerd door producers als David Morales, Frankie Knuckles, Masters at Work en Mousse T.. Daarvan werden vooral Everybody Get Up en zijn bewerking van You Make Me Feel (Mighty Real) van Sylvester successen in de Britse en Amerikaanse dancehitlijsten. In 1999 kwam Stingily met een nieuwe versie van That's The Way Love Is. In 2000 verscheen Club Stories waar Peter Rauhofer, Danny Tenaglia en D'Influence hun bijdrage deden. Daarna stopte hij tijdelijk vanwege stemproblemen. Hij stopte als artiest en werd uiteindelijk schooldirecteur. Toch verschenen, toen zijn stemproblemen voorbij waren, er weer met enige regelmaat singles en gastbijdragen van hem. Zo zong hij in 2010 het nummer Get Up voor King Britt. In 2010 kwam Ten City eenmalig opnieuw bijeen voor een optreden in hun woonplaats.
In 2021 verscheen de single Be Free op naam van Ten City. De act is nieuw leven ingeblazen door Byron Stingily en Marshall Jefferson. Het is de voorbode van het album Judgement. Op het album staan enkele nieuwe nummers maar ook enkele bewerkingen van eerdere tracks. 

## Discografie

### Hitnoteringen
| Single met eventuele hitnotering(en) in de Nederlandse Top 40 | Datum van verschijnen | Datum van binnenkomst | Hoogste positie | Aantal weken | Opmerkingen |
| ------------------------------------------------------------- | --------------------- | --------------------- | --------------- | ------------ | ----------- |
| That's The Way Love Is                                        | 1989                  | 01-04-1989            | 26              | 5            |             |

| Single met hitnotering(en) in de Vlaamse Ultratop 50 | Datum van verschijnen | Datum van binnenkomst | Hoogste positie | Aantal weken | Opmerkingen |
| ---------------------------------------------------- | --------------------- | --------------------- | --------------- | ------------ | ----------- |
| That's The Way Love Is                               | 1989                  | 25-03-1989            | 21              | 7            |             |

### Albums
- Foundation (1989)
- State of Mind (1990)
- No House Big Enough (1992)
- That Was Then, This Is Now (1994)
- Judgement (2021)